# Lista över superintendenter i Dorpats stift

## Superintendenter i Dorpats stift
- Herman Samson 1642-1643
- Johannes Stalenus 1648
- Zacharias Klingius 1650-1656
- Andreas Virginius 1658-
- Johannes Gezelius d.ä. 1660-1664
- Georg Preuss 1655-1674

## Generalsuperintendenter i Dorpats stift
- Johann Fischer 1674-1699
- Jacob Lang 1700
- Nicolaus Olai Bergius 1701-1706
- Gabriel Skragge 1707-1710
- Heinrich von Brüningk 1711-1734/1736
- Jacob Benjamin Fischer 1736-1744
- Jacob Andreas Zimmermann 1745-1770
- Jacob Lange 1770-177?
- Christian David Lenz 1779-1798
- Karl Gottlob Sonntag 1803-1827
- Karl Ernst von Berg 1828-1833
- Gustav Reinhold von Klot 1834-1855
- Carl Ferdinand Maximilian Anton Walter 1855-1864
- Paul Gustav Carlblom 1864-1865
- Arnold Friedrich Christiani 1865-
- Friedrich August Wilhelm Hollmann 1889-1900